# Lenny Monsou
Lenny Monsou is een Nederlandse rockzanger. Hij bracht in 2024 zijn debuut-ep Idolizer uit.

## Biografie
Monsou groeide op in een muzikale familie; zijn vader Jean Monsou was drummer in Time Bandits en broer Daniel Monsou drumt eveneens. Zelf leerde hij op tienjarige leeftijd gitaar spelen en begon hij met het schrijven van nummers. Op zijn vijftiende begon hij met een opleiding aan de Herman Brood Academie en nadat hij drie jaar later met een tien was afgestudeerd, vormde hij een band om zich heen bestaande uit hemzelf als zanger en gitarist, broer Daniel Monsou op de drums en Onne Roncken als basgitarist. Ook werd een contract getekend bij Warner Music Benelux. Monsous muziekstijl is een mix van verschillende stijlen, en is omschreven als onder andere glamrock en poprock.
Nog voordat hij zijn eerste single had uitgebracht, stond hij in januari 2024 op muziekfestival Noorderslag. Kort hierna kwam hij met debuutsingle Never Fall in Love, met Stevie Bill als mede-liedschrijver. Hij stond vervolgens in het voorprogramma van S10 en bracht hierna tweede single Telephone uit. Bij NPO 3FM werd hij in de zomer van 2024 uitgeroepen tot 3FM Talent en later in dezelfde zomer stond hij op Waterpop. Na derde single I Want It All werd in oktober 2024 debuut-ep Idolizer uitgebracht. Artiesten die meeschreven of produceerden bij deze ep zijn, naast eerder genoemde Stevie Bill, Tjeerd Bomhof, Guus van der Steen, Mathias Janmaat en Isa Azier. Voor het voorjaar van 2025 werd een Nederlandse clubtour aangekondigd.

## Discografie (albums en ep's)
- Idolizer (ep, 2024)